# 丹青镇
丹青镇，是中华人民共和国湖南省湘西土家族苗族自治州吉首市下辖的一个乡镇级行政单位。

## 行政区划
丹青镇下辖以下地区：
清明社区、烟竹村、大坪村、狗咬村、巴夭村、樟武村、吉于村和大兴村。